# Éric Lux
Éric Lux és un empresari luxemburguès. Al costat de Gérard Lopez, és soci fundador del Grup Genii. Lux és també director executiu i director de Genii Capital, una gestió d'inversions i financeres membre del Grup Genii i propietari de l'escuderia Lotus F1 Team.

## Biografia
Lux es va graduar a Suïssa, a la Lausanne Business School, el 1993. Entre 1994 i 1997, va treballar com a consultor, especialitzat en enginyeria de processos, basada en les activitats de gestió i Gestió de la qualitat total. Lux es va fer càrrec del grup Ikodomos el 1997 creixent en un dels principals d'inversió de béns immobles i organitzacions de desenvolupament de Luxemburg. La companyia ara té activitats comercials en tot Europa i Àsia. El 2008, va ser cofundador de Genii Capital, una empresa gestora d'inversió privada i assessoria financera, juntament amb Gérard Lopez. Lopez forma part del consell de Genii Capital, Gravity Sport Management, SecureIT, l'equip Lotus F1 i diversos fons immobiliaris. Parla amb fluïdesa en anglès, francès, alemany i luxemburguès.

## Accident en un club nocturn
El 17 d'abril de 2011, Eric Lux va ser copejat en el coll amb una copa de xampany trencada pel pilot de Fórmula 1 Adrian Sutil en un club nocturn a Xangai. Lux va presentar una denúncia penal contra Sutil per assalt físic i greus lesions corporals. El gener de 2012 Sutil va ser declarat culpable en un tribunal de Múnic i condemnat a 18 mesos de presó condicional i una multa de 200.000 euros. Està apel·lant la seva condemna. El fiscal també va apel·lar la sentència.